# 回纥乌梁海语
回纥乌梁海语（Уйгур-Урянхай），又自称“图哈语”（Туъһa тыл），蒙古人称察阿坦语（喀尔喀（蒙古国）方言：[t͡sʰɑːtʰɑ̆n̠ çe̝ɮ]，西里尔字母： 驯鹿人的语言），是一种分布于唐努乌梁海东部今蒙古国库苏古尔省的类似图瓦语的突厥语方言。
“图哈”（库苏古尔图哈语：Туъһa；托贾图瓦语：Ту(ъ)ха/Туһalar；俄语：Духа/Туха）是托贾图瓦及回纥乌梁海的共同自称及共同对图瓦的称呼，无法用于专指其中一部。回纥乌梁海语与索牙恩乌梁海语相互通话。
库苏古尔乌梁海人（Khvsg Uriankhai）居住在蒙古国的库苏古尔省北部，大约有3000人左右，库苏古尔乌梁海人分为两部分，一部分是说蒙古语的部落，是外来的阿勒泰乌梁海人的后裔。还有一部分说突厥语的部落，是库苏古尔省的土著居民，被称作库苏古尔维古尔，说一种接近图瓦语的库苏古尔维古尔语（Khvsgl（Khwsgl）Uigur ），库苏古尔维吾尔部落自称 UIGUR（注意不是 UIGHUR），这个部族约有1000多人，据说他们是世代生活在这里的古代回纥人的后裔。库苏古尔省还有被称作察坦的一部分突厥人，此部分人自称杜哈人（Tuha），使用图瓦语的杜哈土语。

## 正字法
回纥乌梁海语与图瓦语一样拥有类似带擦元音的对立，但与图瓦语不同的是，在回纥乌梁海语的西里尔文中，这种对立总是被写出，而图瓦语通常省略“ъ”。柯坪维吾尔语、土库曼语中也拥有类似对立但从不写出。